# 8-as busz (Mezőkövesd)
A mezőkövesdi 8-as jelzésű autóbuszvonal a Dózsa György utca – Jegenyesor utca – Ifjúság út – Dózsa György utca útvonalon húzódó helyi vonal volt, amelyet a Borsod Volán Zrt. üzemeltetett.

## Közlekedése
| Viszonylat                                                     | Indításszám     | Közlekedési rend                               |
| -------------------------------------------------------------- | --------------- | ---------------------------------------------- |
| Dózsa György u. – Jegenyesor u. – Ifjúság út – Dózsa György u. | 1 oda, 2 vissza | tanítási napokon                               |
| Vilma u. ABC ➝ Vasútállomás                                    | 1 oda           | szept. 1. – márc. 31. közötti tanítási napokon |

## Megállóhelyei
| 0  | Dózsa György utca 3. végállomás                    | 0.0 km  | 0  |
| 1  | Bogácsi utca 38.                                   | 1.1 km  | 2  |
| 2  | Kiss István utca                                   | 1.7 km  | 3  |
| 3  | Teréz utca                                         | 2.4 km  | 4  |
| 4  | Szomolyai utca                                     | 3.0 km  | 5  |
| 5  | Jegenyesor utca 107.                               | 4.3 km  | 7  |
| 6  | Gizella utca                                       | 4.9 km  | 8  |
| 7  | Vilma utca ABC vonalközi végállomás                | 5.5 km  | 9  |
| 8  | Jegenyesor utca 27.                                | 6.9 km  | 11 |
| 9  | Katolikus iskola                                   | 7.3 km  | 12 |
| 10 | Ifjúság út 2.                                      | 8.0 km  | 13 |
| 11 | Vasútállomás vonalközi végállomás                  | 8.3 km  | 14 |
| 12 | Széchenyi utca 21.                                 | 9.0 km  | 15 |
| 13 | Mátyás király utca 87. (↓) SZTK rendelőintézet (↑) | 9.7 km  | 17 |
| 14 | Szent László tér                                   | 10.4 km | 19 |
| 15 | Gimnázium                                          | 10.9 km | 20 |
| 16 | Dózsa György utca 3. végállomás                    | 11.2 km | 21 |